# تاتسويا وادا
تاتسويا وادا (باليابانية: 和田 達也) (21 يونيو 1994 في أوساكا في اليابان – )؛ هو لاعب كرة قدم ياباني سابق كان يلعب كلاعب وسط.

## وصلات خارجية
- تاتسويا وادا على موقع رابطة كرة القدم اليابانية للمحترفين (اليابانية)
- تاتسويا وادا على موقع قاعدة بيانات كرة القدم.إي يو (الإنجليزية)
- تاتسويا وادا على موقع Soccerway.com (الإنجليزية)
- تاتسويا وادا على موقع عالم كرة القدم.نت (الإنجليزية)